# Ficus bonijesulapensis
Ficus bonijesulapensis är en mullbärsväxtart som beskrevs av R.M.Castro. Ficus bonijesulapensis ingår i släktet fikonsläktet, och familjen mullbärsväxter. Inga underarter finns listade i Catalogue of Life.